# オストフィルデルン
オストフィルデルン (ドイツ語: Ostfildern, ドイツ語発音: [ˈɔstfɪldɐn] ( 音声ファイル)) は、ドイツ連邦共和国バーデン＝ヴュルテンベルク州シュトゥットガルト行政管区のエスリンゲン郡に属す市である。この街は州都シュトゥットガルトの南東に隣接している。
1975年の地域再編によって成立した本市は、当時2万人を超える人口があった。この街は1976年7月1日に大規模郡都市に指定された。現在は、エスリンゲン・アム・ネッカー、フィルダーシュタット、ニュルティンゲン、キルヒハイム・ウンター・テック、ラインフェルデン＝エヒターディンゲンに次ぐ郡内で6番目に大きな街であり、シュトゥットガルト上級中心内のシュトゥットガルト中級中心地区に含まれる。この街はシュトゥットガルト地方（1992年まではミッテレラー・ネッカー地方）およびシュトゥットガルト大都市圏に属す。

## 地理

### 位置
オストフィルデルンは、シュトゥットガルトの南の湿潤な高地であるフィルダー地方の東部に位置している。この街の位置が市の名前の由来である。

### 河川
ネッカー川北岸側の支流ケルシュ川が市域の南部を流れている。

### 隣接する市町村
オストフィルデルンは以下の市町村と境を接している: 北東は郡庁所在地エスリンゲン・アム・ネッカー、南東はデンケンドルフ、南はノイハウゼン・アウフ・デン・フィルデルン（以上、いずれもエスリンゲン郡）、西から北にかけては郡独立市シュトゥットガルト。

### 市の構成
オストフィルデルンの市域は4つのゲマルクング（伝統的な地籍区分）から構成されている。ケムナート、ネリンゲン、リュート、シャルンハウゼンである。市域内には6つのシュタットタイル（市区）が存在する。ケムナート、ネリンゲン、パルクジートルング、リュート、シャルンハウゼン、シャルンハウザー・パルクである。
シャルンハウザー・パルク地区は、1990年代に成立した。2006年までは市区は4つであり、パルクジートルングとシャルンハウザー・パルクはネリンゲン市区に含まれていた。他にも空間的に離れ、固有の地名を持つ住宅地があるがわずかな住民が住むだけである。たとえば、ケムナートに含まれるシュトックハウゼンやケムナーター・ホーフ、ネリンゲンに含まれるヴェルニッツホイザー・ミューレなどがそれにあたる。

### 土地利用
2020年現在の本市の用途別土地面積および占有率は以下の通りである。
| 用途         | 面積 (ha) | 占有率 (%) |
| ------------ | --------- | ---------- |
| 住宅用地     | 315       | 13.8       |
| 商工業用地   | 111       | 4.9        |
| レジャー用地 | 99        | 4.3        |
| 交通用地     | 247       | 10.8       |
| 農業用地     | 1260      | 55.2       |
| 森林         | 150       | 6.6        |
| 水域         | 10        | 0.4        |
| その他       | 89        | 3.9        |
| 合計         | 2281      | 100.0      |

## 歴史

### オストフィルデルンの歴史
自治体オストフェルデルンは1975年1月1日に、それまで独立していたアルトヴュルテンベルクの町村ネリンゲン・アウフ・デン・フィルデルン、リュート・アウフ・デン・フィルデルン、ケムナート、シャルンハウゼンが合併して成立した。これらの町村はナチ時代のヴュルテンベルクの郡域再編以降エスリンゲン郡に属していた。この地域は中世盛期にはシュヴァーベン公領に属し、1806年以降ヴュルテンベルク王国に併合された。第二次世界大戦後フィルデルンの集落は、アメリカ管理地区の一部となり、新設されたヴュルテンベルク＝バーデン州に属した。この州は1952年に現在のバーデン＝ヴュルテンベルク州となった。
1976年1月1日にこの新しい街に都市権が与えられ、半年後の1976年7月1日にバーデン＝ヴュルテンベルク州政府から大規模郡都市に指定された。街の中央にあり、かつてアメリカ軍に使われていた、ネリンゲン飛行場を含むネリンゲン・バラック兵舎が宅地化された。これにより新たにシャルンハウザー・パルク市区が成立した。
オストフェルデルンは2002年にバーデン＝ヴュルテンベルク州庭園博のホスト都市となった。庭園博は新たなシャルンハウザー・パルク市区で開催された。

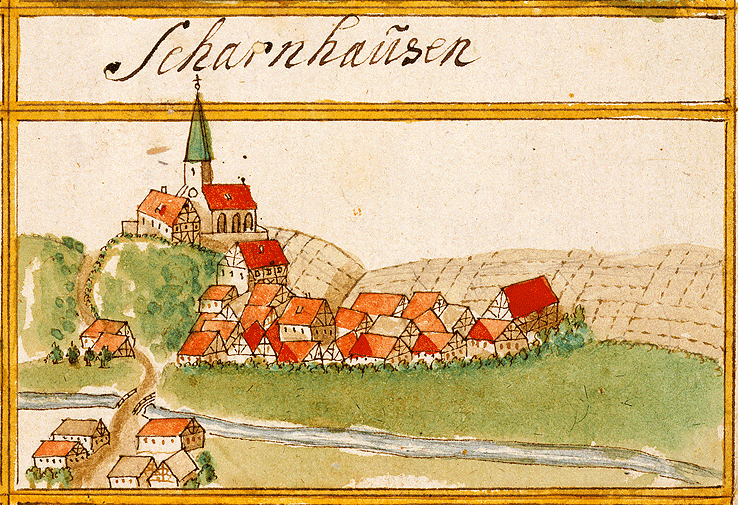
1683年に描かれたシャルンハウゼン

### 市区の歴史
- ケムナートは、1229年に "Kemnaten" という名称で初めて文献に記録されている。この名称は暖房のある部屋などを意味する "Keminaton" に由来する。この集落は、ベーベンハウゼン修道院（ドイツ語版、英語版）とデンケンドルフ修道院が所有していた。ヴュルテンベルクが両修道院のフォークタイ（代官権）を行使しており、1451年にはヴュルテンベルクがこの集落に関するすべての権限を掌握していた。ケムナートは1449年に都市戦争によって焼失し、その後復興された。この町はアムト・シュトゥットガルトあるいはアムトオーバーアムト・シュトゥットガルトに属し、1938年にエスリンゲン郡に編入された。
- ネリンゲン・アウフ・デン・フィルデルンは、1120年に "Nallingen" として初めて文献に記録されている。地元貴族の自由騎士 (Edelfrei) ネリンゲン家は聖ブラジエン修道院（ドイツ語版、英語版）への寄進によって、後の修道院領への基盤を築いた。これは1250年頃に聖ブラジエン修道院によって創設された。ヴュルテンベルク家は、おそらく当時すでにこの修道院領に対する代官権を行使していたが、1649年に代官権と聖ブラジエン修道院の他の権限とを交換した。この集落はアムト・シュトゥットガルトあるいはアムトオーバーアムト・シュトゥットガルトに属し、1938年にエスリンゲン郡に編入された。
- リュート・アウフ・デン・フィルデルン（この名称は1967年4月12日以降。それ以前は単にリュート (Ruit)、さらに以前は Ruith と表記された）は、1173年に "Rutte" として初めて文献に記録された。この地名は「開墾地」(Rodung) といった意味であり、ネリンゲンによって開墾されたと考えられる。リュートはネリンゲンとともに13世紀にはすでにヴュルテンベルクの所領となり、1382年からはフォークタイ・ネリンゲン（ネリンゲン代官区）に属した。聖ブラジエン修道院はリュートに荘園をいくつか有していた。1519年にこの集落は帝国都市エスリンゲンによって灰燼に帰したが、その後復興された。この町はアムト・シュトゥットガルトあるいはアムトオーバーアムト・シュトゥットガルトに属し、1938年にエスリンゲン郡に編入された。地名を修飾する「アウフ・デン・フィルデルン」は1967年4月12日につけられた。
- シャルンハウゼンは、1242年に "Husen" という表記で初めて文献に記録されている。後に添えられた "Scharn" は、おそらく貴族で村の所有者であったシャレ家 (Scharre) が他の村と区別するためにつけたと考えられる。聖ブラジエン修道院はこの村に荘園を有していた。シャレ家の後にはメルツェン家が、その後リューディガー・フォン・シュタイゲ家が所有者となった。ヴュルテンベルク家は遅くともフォークタイ・ネリンゲンの獲得以降は、シャルンハウゼンの全権を掌握していた。ただし荘園の一部はレーエンとして委託していた。この町はアムト・シュトゥットガルトあるいはアムトオーバーアムト・シュトゥットガルトに属し、1938年にエスリンゲン郡に編入された
- パルクジートルングは、かつての王領ヴァイルの土地に1956年から建設された。ここは2006年から独自の市区となっている。
- シャルンハウザー・パルクはオストフィルデルンで最も新しい市区である。これは旧兵舎跡の広さ 140 ha の新興住宅地で、9,000人の住居、2,500人の職場がある。1990年代から総面積の半分が田園都市として造成された。核となるのが長さ 1.5 km、幅 40 m の景観階段である。この階段は、シュヴェービシェ・アルプの開放的な景観の中を南に向かってまっすぐに下りる。両側には、それえぞれが独特のデザインを有する住宅地の街区が集まっており、開放的な並木道が通っている。

## 住民

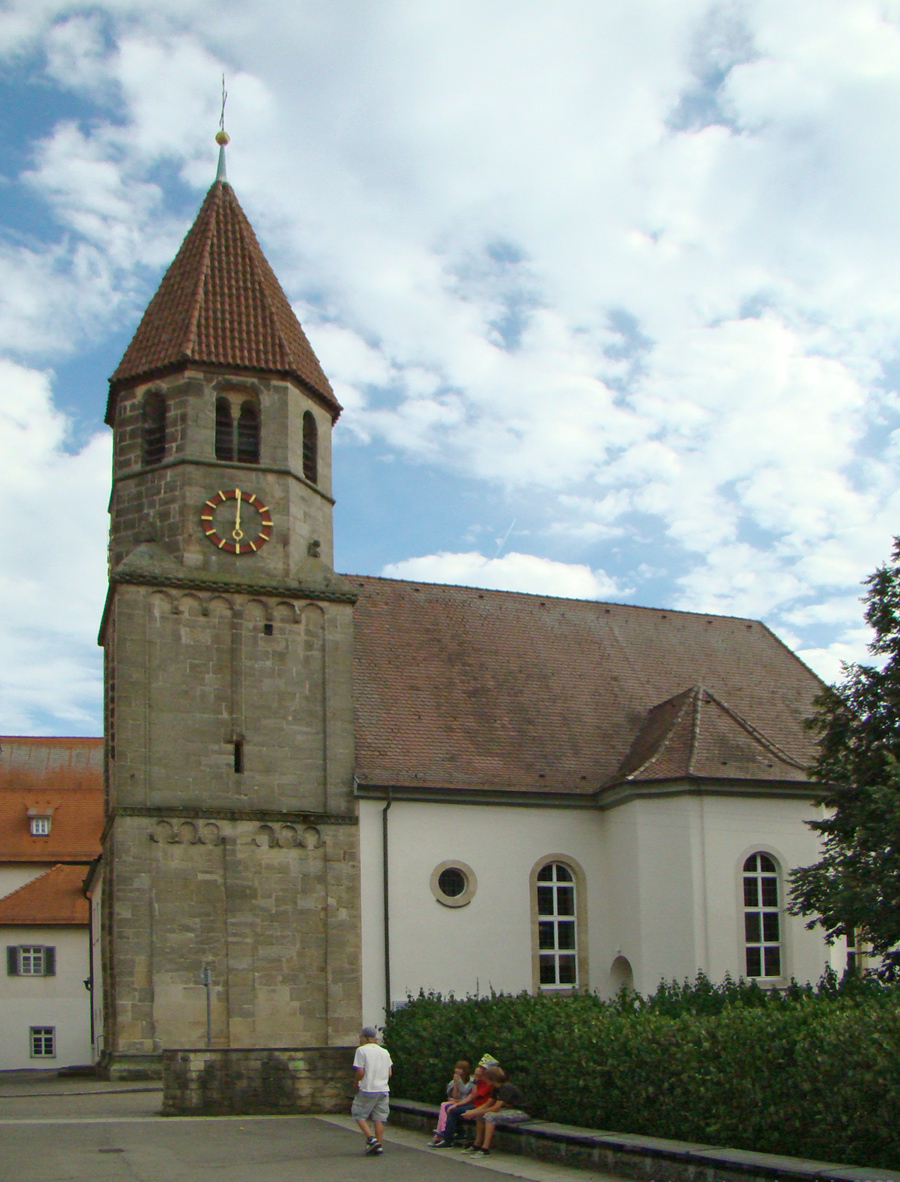
ネリンゲンの聖ブラジウス教会

### 宗教
現在オストフィルデルンの市区になっている4つの旧町村の住民たちは、元々はコンスタンツ司教区に属していた。政治上は古くからすでにヴュルテンベルクに属していたため、ここでも1535年からウルリヒ公により宗教改革が行われ、その結果この街では何世紀にもわたってプロテスタントが主流となった。4つの旧町村にはそれぞれ教会堂を持つ教会組織が存在する。ネリンゲンでは、1950年代の移住の結果パルクスジートルングにも独自の教区が創設された。そこでは1968年にディートリヒ＝ボンヘーファー教会が建設された。現在は、シャルンハウザー・パルクのプロテスタント信者もディートリヒ＝ボンヘーファー教会に属している。ネリンゲンとシャルンハウゼンの教会組織はかつてはエスリンゲン教会管区に、他の2つ（リュートとケムナート）はデガーロッホ教会管区に属していた。1981年にオストフィルデルン市内の5つの教区はいずれも、ヴュルテンベルク福音主義州教会に新設されたベルンハウゼン教会管区に編入された。
オストフィルデルンでは20世紀以降再びカトリック信者が住むようになった。すべての市区でカトリック教会が建設された。ケムナートでは1956年に聖マリア・ケーニギン教会が建設された。リュートでは1959/60年に聖モニカ教会が建設され、1972年に司祭区に昇格した。両教会はともにロッテンブルク＝シュトゥットガルト司教区のシュトゥットガルト＝フィルダー首席司祭区に属す。
ネリンゲンでは1959年に聖三位一体教会が建設され、1961年に司祭区に昇格した。この教区にはシャルンハウゼンおよびシャルンハウザー・パルク市区も含まれたが、シャルンハウゼンには1965年に独自の教会が設けられ、初めは隣町のノイハウゼン・アウフ・デン・フィルデルンの司祭区に属した。ネリンゲンの教会組織はロッテンブルク＝シュトゥットガルト司教区のエスリンゲン＝ニュルティンゲン首席司祭区に属す。
ヴァチカンの新聞「L’Osservatore Romano」は、オストフィルデルンのシュヴァーベン出版でドイツ語版を発刊している。
この二大教会の他にオストフィルデルンには、自由教会も存在する。たとえば、福音主義メソジスト教会（宥和教会）やセブンスデー・アドベンチスト教会などで、後者は南ドイツ連合の本部をこの街に置いている。新使徒教会もオストフィルデルンに近代的な教会を有している。
オストフィルデルンには1994年からムスリム住民のためのモスクがある。2010年には、2年間の改造機関の後、かつての商業施設跡に新しいモスクが開所した。パルクジートルング墓地ではムスリムの作法に則った埋葬が可能である。
2009年8月から BibelStudienKolleg がオストフィルデルンに拠点を構えている。

### 人口推移
人口調査結果 (*) あるいはバーデン＝ヴュルテンベルク州統計局の公的研究結果に基づく人口推移（この街を主たる居住地とする人口）を以下に示す。1961年から1970年の数値は、4つの旧町村の人口を合計したものである。
| 時点           | 人口（人） |
| -------------- | ---------- |
| 1961年6月6日*  | 17.554     |
| 1970年5月27日* | 24.949     |
| 1975年12月31日 | 27.995     |
| 1980年12月31日 | 28.748     |
| 1985年12月31日 | 28.094     |
| 1987年5月25日* | 27.888     |
| 1990年12月31日 | 28.678     |

| Jahr           | Einwohner |
| -------------- | --------- |
| 1995年12月31日 | 30.102    |
| 2000年12月31日 | 30.858    |
| 2005年12月31日 | 34.122    |
| 2010年12月31日 | 36.163    |
| 2015年12月31日 | 38.519    |
| 2020年12月31日 | 39.431    |

## 行政

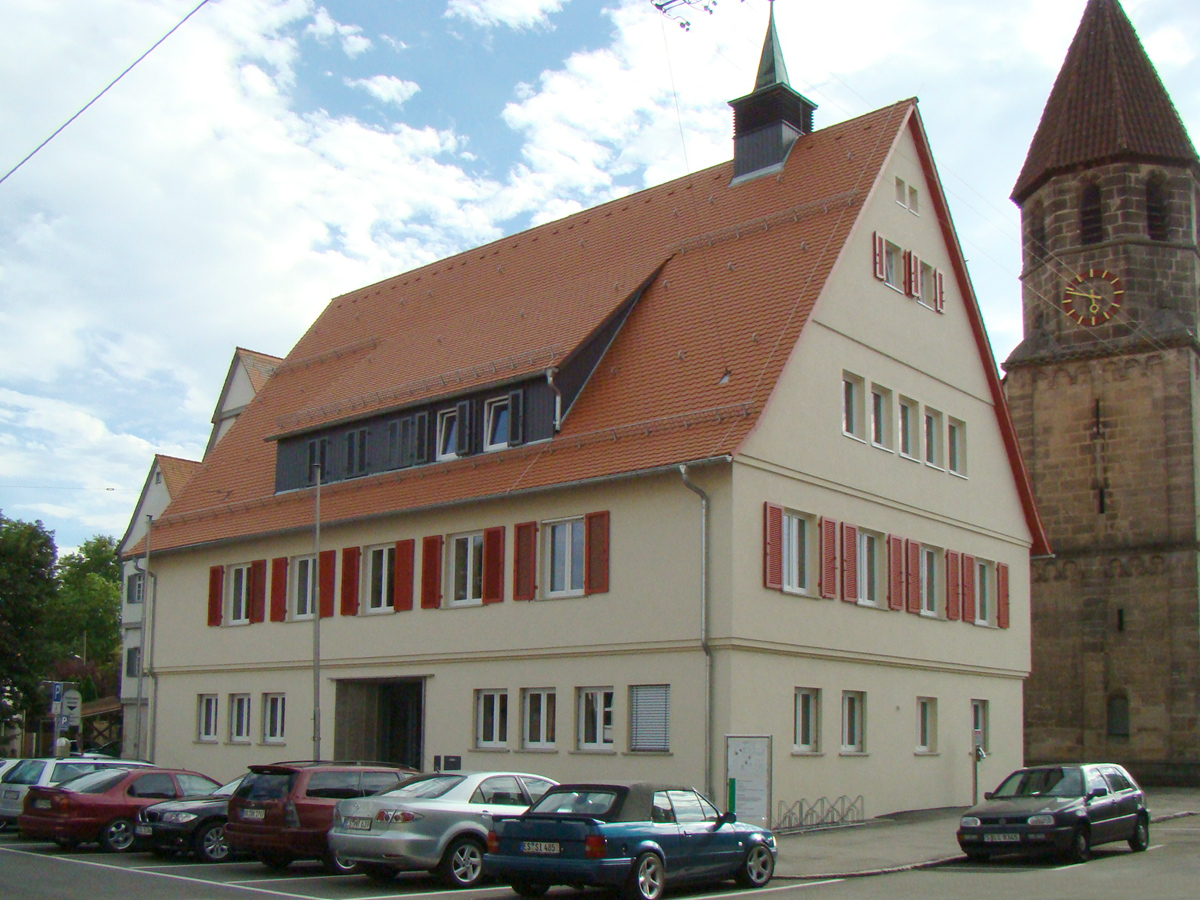
ネリンゲン市区にある市庁舎

### 議会
オストフィルデルンの市議会は、選挙で選ばれた26人の名誉職の議員と、議長を務める上級市長の27人で構成されている。上級市長は議会において投票権を有している。

### 首長
本市の首長は、8年ごとに住民による選挙で選出される上級市長である。上級市長は、5年ごとに住民の選挙で選出される市議会において議長を務める。
1975年の市の創設以後の首長を列記する。
- 1975年: リヒャルト・シャル、職務代行者
- 1975年 - 1997年: ゲルハルト・コッホ、市長、1976年7月1日以降は上級市長
- 1997年 - 2005年: ヘルベルト・レッシュ、上級市長
- 2005年 - : クリストフ・ボライ (SPD)、上級市長

オストフィルデルン市の旗

### 紋章と旗
図柄: オストフィルデルン市の紋章は、銀地と赤地に四分割の背景上に、4本スポークで8つの突起を持つ水車の輪。輪は、銀地の部分は緑色、赤地の部分は金色に塗り分けられている。市の旗は緑 - 白である。
紋章と旗は、1976年11月23日にシュトゥットガルト行政管区長官の認可を受けた。
紋章の由来: 四分割の紋章は、ネリンゲン領主家の紋章に由来する。この意匠は同名のネリンゲンの紋章にも用いられていた。リュートとシャルンハウゼンもフォークタイ・ネリンゲンに属していた。水車の輪はケムナートの紋章、配色はリュートの紋章に由来する。ケルシュタールにはかつて多くの水車があった。水車の輪は、現在のこの街の、農業主体だった過去の姿を象徴している。

#### 市区の紋章

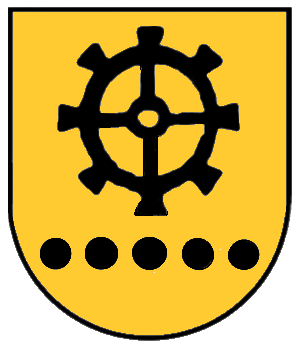
ケムナート
ネリンゲン
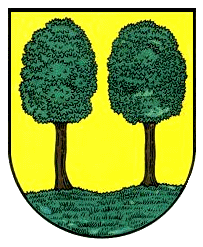
リュート
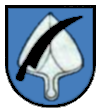
シャルンハウゼン

### 姉妹都市
オストフィルデルンは以下の都市と姉妹都市協定を結んでいる。
- モンリュエル（フランス語版、英語版）（フランス、アン県）1978年
- ポルタヴァ（ウクライナ、ポルタヴァ州）1988年（フィルダーシュタット、ラインフェルデン＝エヒターディンゲンと共同の姉妹都市協定である）
- ミランドラ（イタリア、エミリア＝ロマーニャ州）1987/88年、公式な姉妹都市協定は2002年から
- ホーエンエムス（オーストリア、フォアアールベルク州）1988年、公式な姉妹都市協定は2009年から

以下の都市と友好協定を結んでいる
- ライナハ（ドイツ語版、英語版）（スイス、バーゼル＝ラント準州）1965年
- ラーデボイル（ドイツ語版、英語版）（ドイツ、ザクセン州）1990年
- ビエラヴァ（ポーランド語版、英語版）（ポーランド、オポーレ県）1992年

## 文化と見所

### 博物館・美術館
- シュタットハウスのオストフィルデルン市立ギャラリー

### 文化
オストフェルデルンには、音楽・演劇分野での多彩な文化イベントがある。この街の最も有名な演劇グループがクリッセンシーバーと JuBO e.V. である。音楽分野では、この規模の街では数少ない固有のオーケストラ、フィルダーハーモニーを有している。会場には、街の中心部、旧路面電車車庫の跡地に1989円に建てられたネリンゲンのツェントルム・アン・デア・ハレの2つのコンサートホールとシアターホールが利用される。ここには150人から300人の観客を収容できる。この他の文化イベントの会場としては、ネリンゲンのクービーノ、シャルンハウザー・パルクのシュタットハウスの大ホール、リュートのヴァルトハイムハレおよびユーゲントハウス・ツィンスホルツ、ケムナートの祝祭ホールがある。

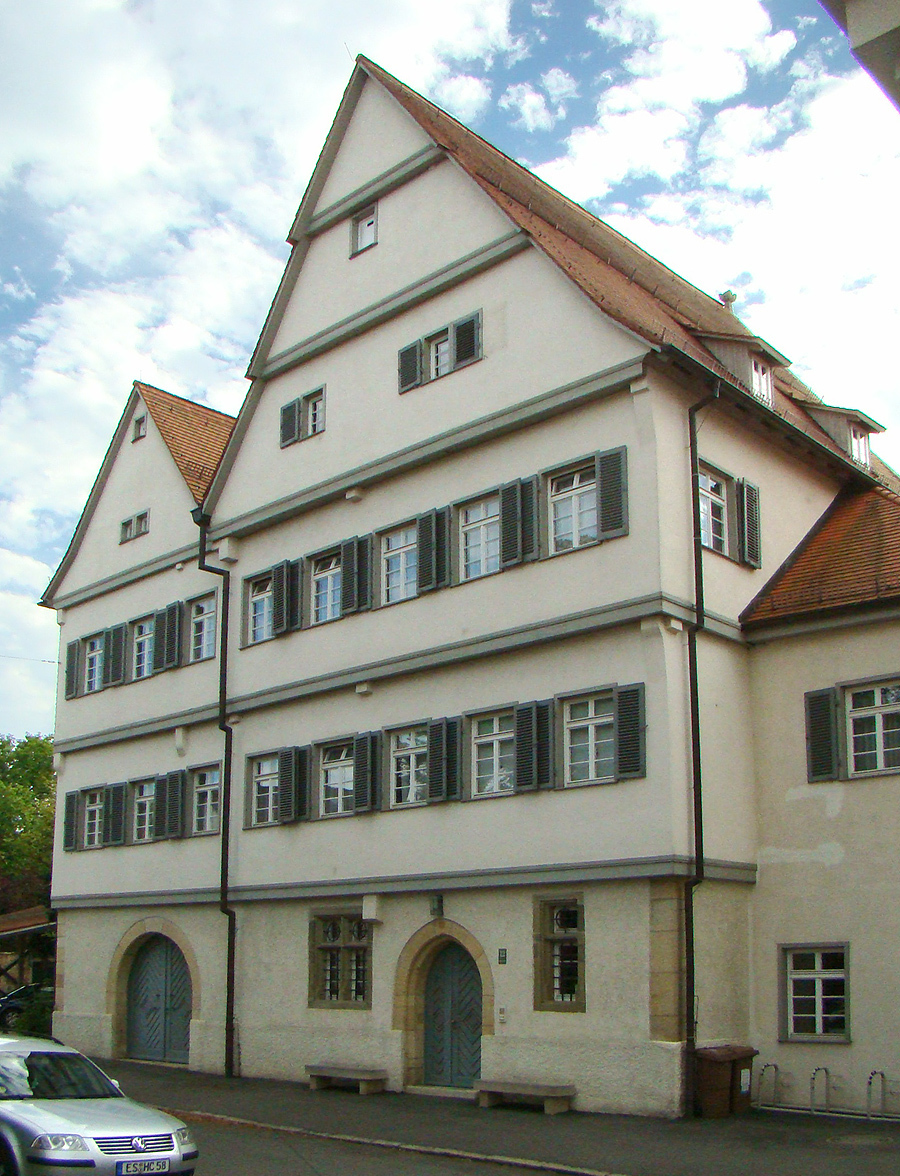
ネリンゲンのプロプスタイ

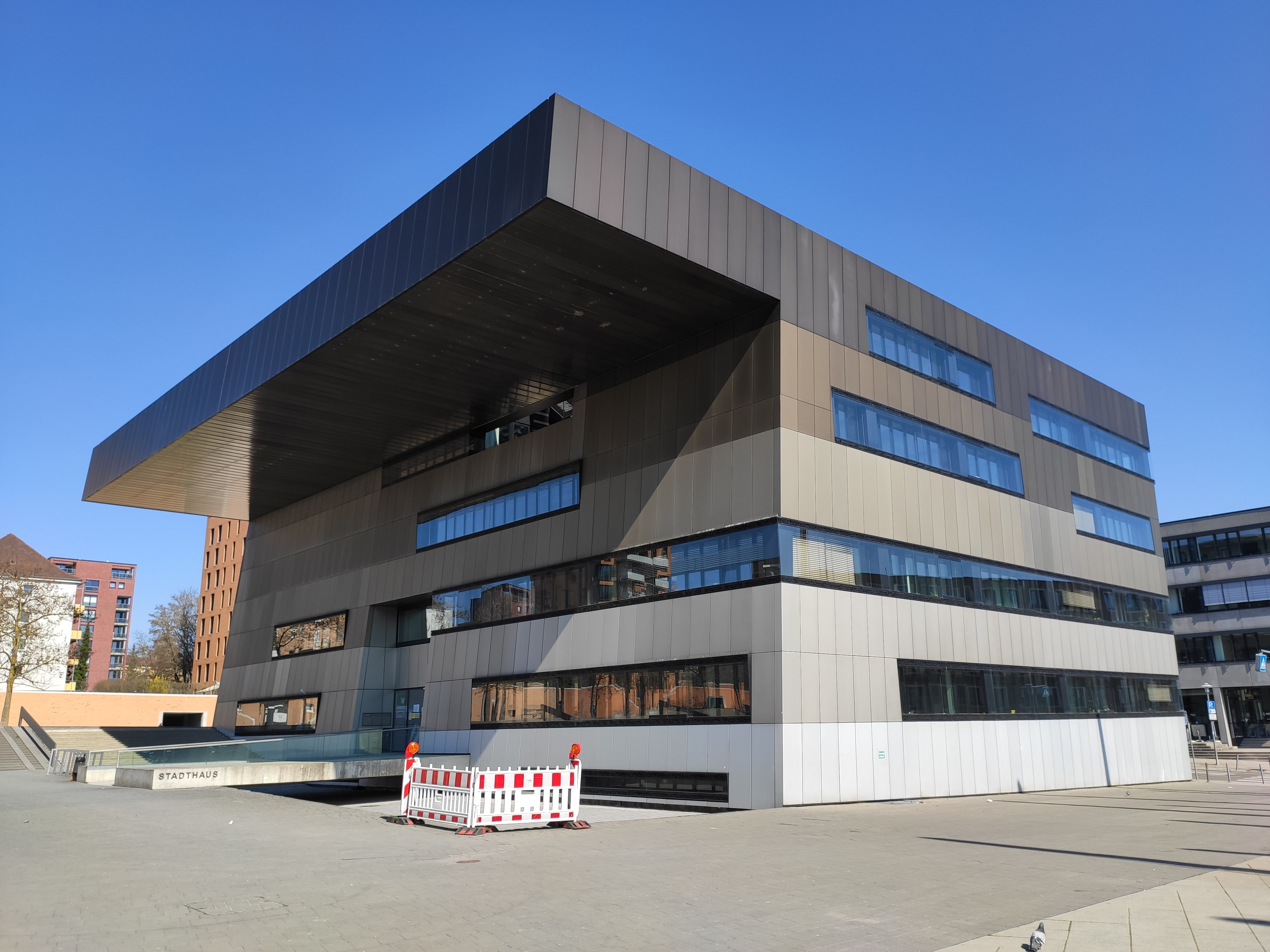
シャルンハウザー・パルク市区のシュタットハウス

### 建築
オストフィルデルンには歴史的建造物が少ない。ネリンゲン地区には修道院の建物がいくつか保存されている。16世紀に建設されたプロプスタイ（この街の象徴的建造物の1つである）、1565年建造の旧牧師館、階段破風を有するフルヒトカステンなどがある。隣接する福音主義聖ブラジウス教会は、かつてのプロプスタイ教会である。テント型屋根を戴く後期ロマネスク様式の八角形の塔が保存されている。本堂は1777年に新たに建設されたものである。他の市区では、古い教会は1950年代から60年代に取り壊され、新しい建物に置き換えられた。ケムナートでは1963年（先代の建物は13世紀に建造されたものであった）、リュートでは1963年、シャルンハウゼンでは早くも1952/53年にそれが行われた。しかしここには、1784年にヴュルテンベルク公カール・オイゲンの命令で休息用の城として造営された城館がある。
1990年代以降に建設されたシャルンハウザー・パルクは、そのコンセプトと建築が何度も賞賛された。受賞したプロジェクトには、アルノ・レーデラーのレンガ造りの学校、ヤンソン・ウント・ヴォルフルムの子供の家、コールホフ・ウント・コールホフのプンクトハウスなどがある。ベルリンの建築家ユルゲン・マイヤーのシュタットハウスは、2003年のミース＝ファン＝デル＝ローエ賞で「特別な賞賛」を受けた。オストフィルデルンは、この新しい市区の総合コンセプトによってドイツ都市建設賞2006を受賞した。ニューヨーク近代美術館は、この地区の開発計画をコレクションに収蔵している。
新しい建物では1995年に完成したケルシュタール高架橋が特筆に値する。この橋はネリンゲンのバイパス道路としてケルシュ川の谷を横断している。
アメリカの芸術家ソル・ルウィットは、1992年にオストフィルデルンの郊外に白いレンガの壁を造った。1つから4つの壁からなる4つのグループが形成されている。これらは当時の4つの市区の共栄を象徴している。リュートのケムナート方面およびシャルンハウゼン方面からの入口に1つずつ、他にネリンゲンとシャルンハウゼンに設置されている。

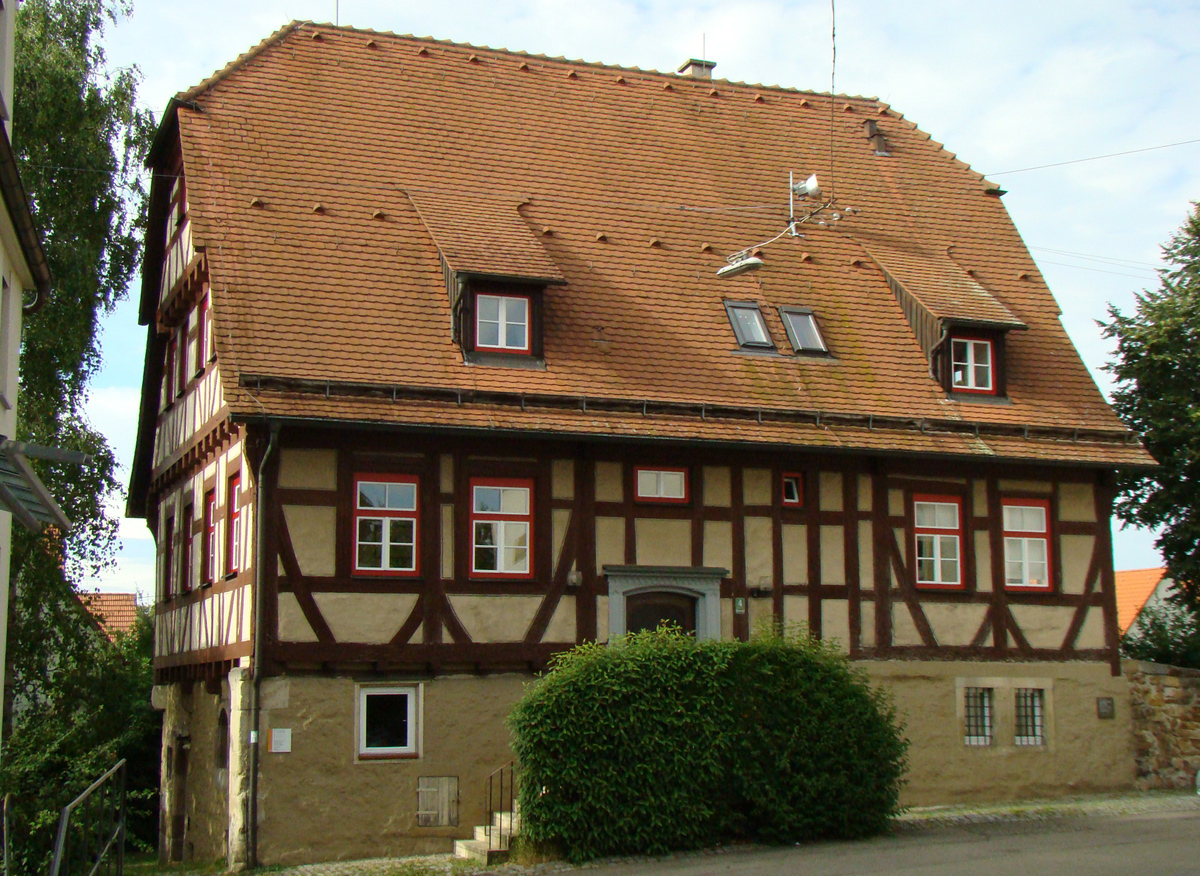
ネリンゲンの牧師館
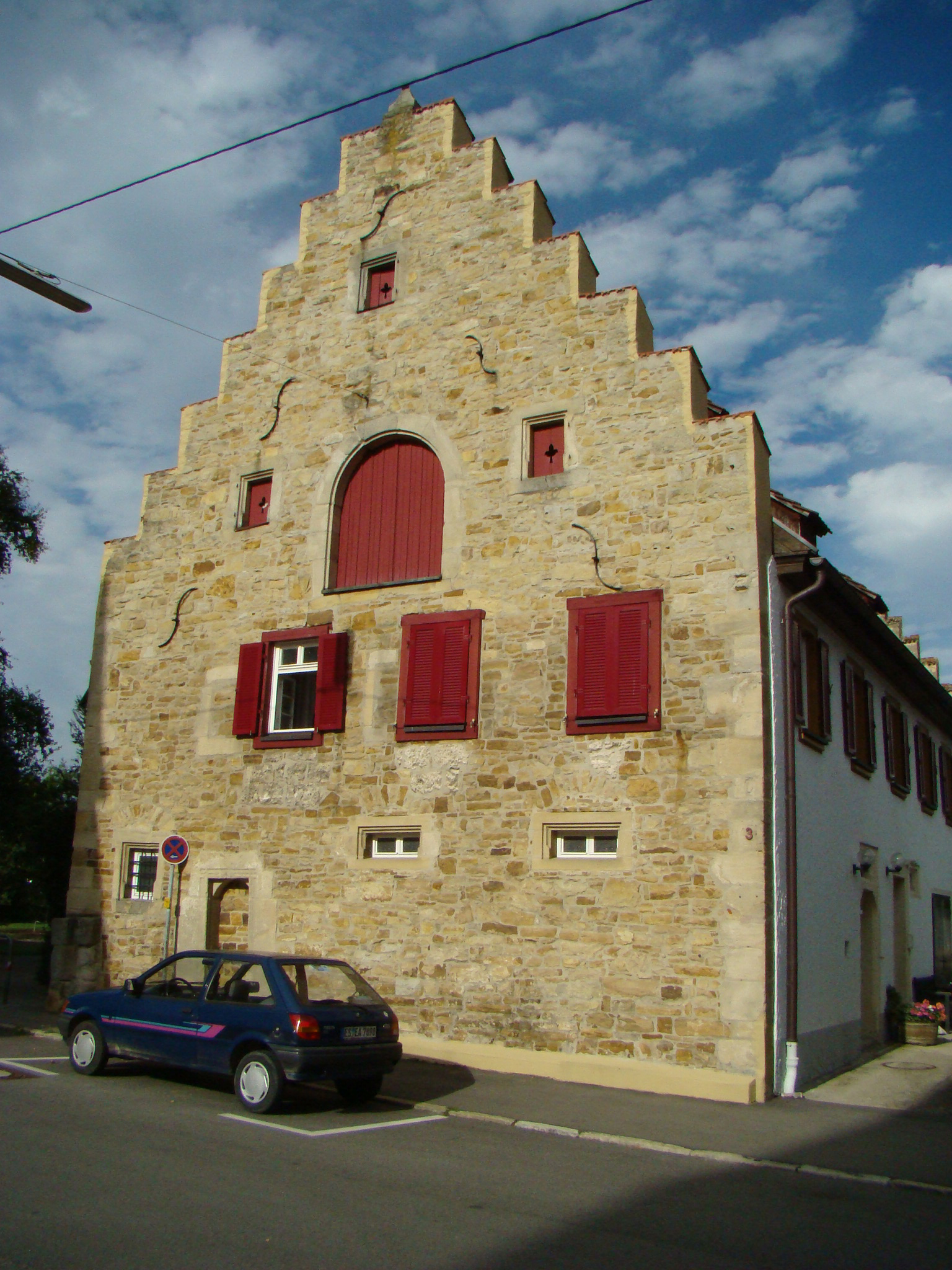
ネリンゲンのフルヒトカステン
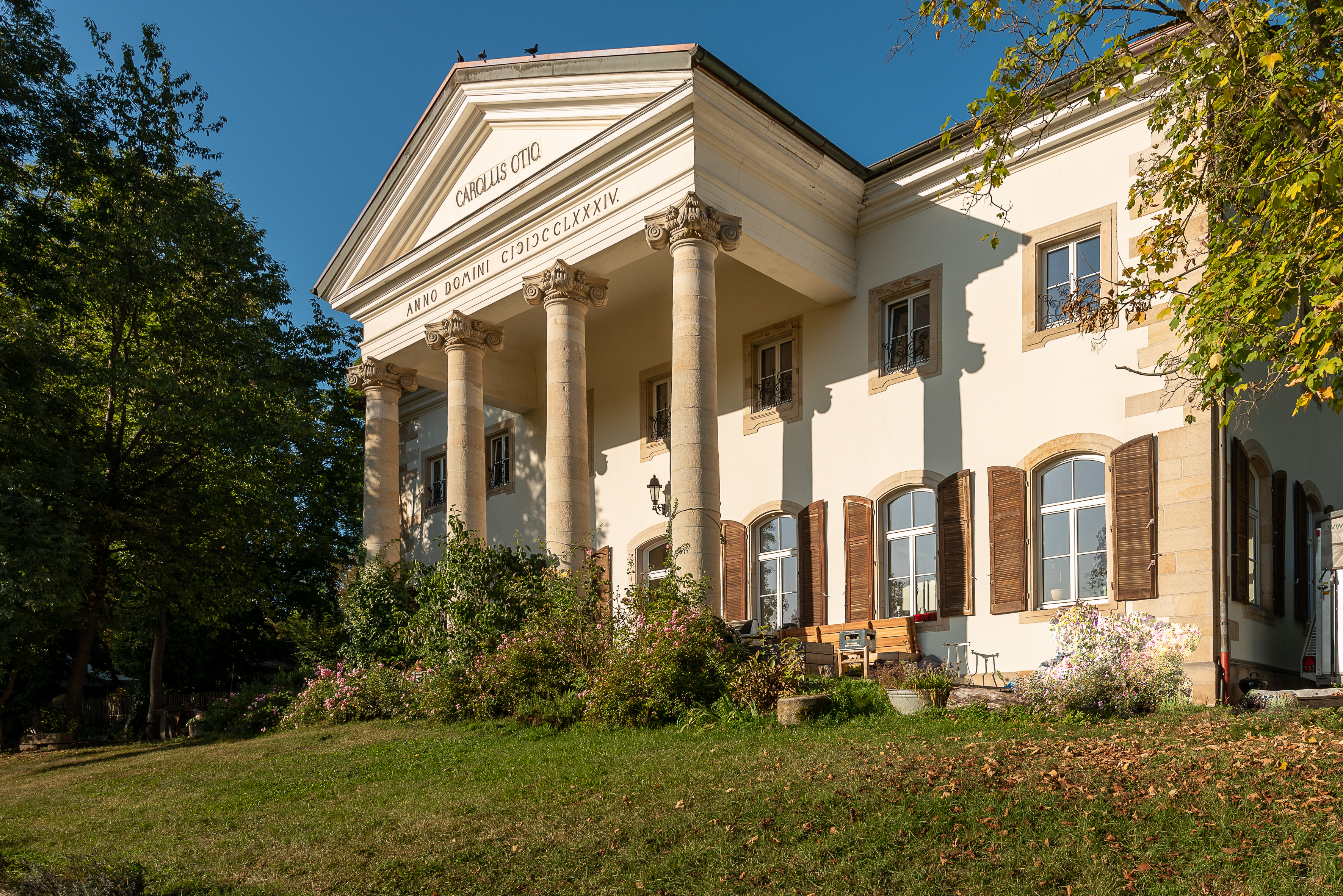
シャルンハウゼンの休息用の城館
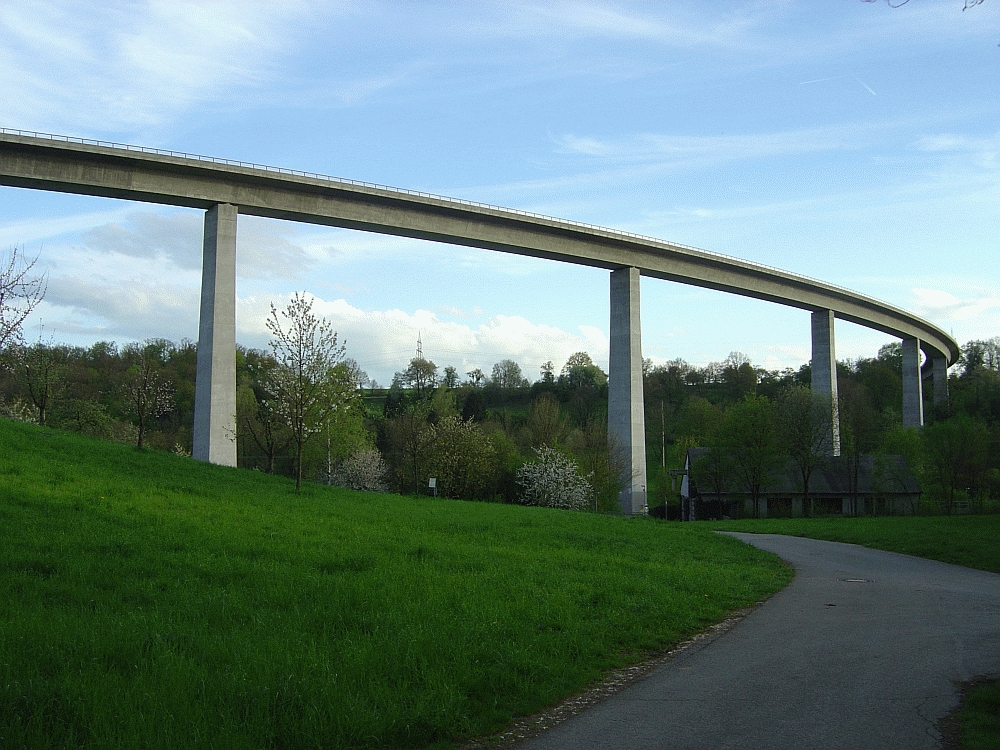
ケルシュタール高架橋
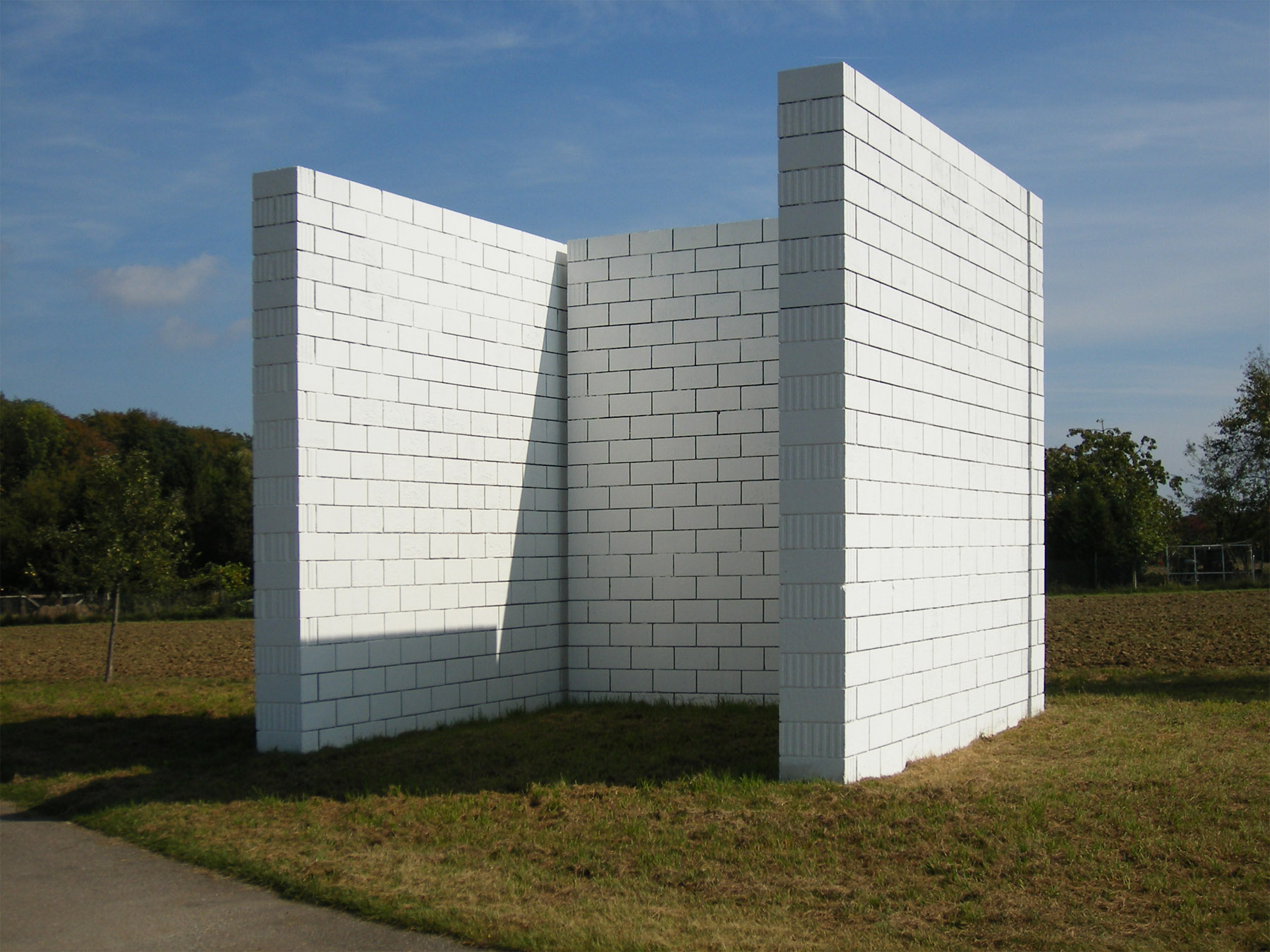
ソル・ルウィットの作品。リュートのケムナート方面（シュトゥットガルト方面）からの入り口にある3つの壁の作品

### クラブ
オストフィルデルンには、全国的に重要なスポーツクラブがある。たとえば、 TV ネリンゲン、TB リュート、TSV シャルンハウゼンなどである。

### 年中行事
- 5月: ネリンガー・マイトレフ
- 8月: 2003年からオストフィルデルンでは国際的な花火フェスティバル「フランメンデ・シュテルネ」が開催されている。毎年8月に世界最高の花火師たちが音楽に合わせた花火を競い合う。3日間のフェスティバルでは多彩なプログラムが提供され、毎年数万人が訪れる。
- 10月: リューター・キルベ、ケムナーター・キルベ、ネリンガー・キルベ（教会開基祭）
- 12月: ネリンゲン（1981年から）、リュート（1985年から）、シャルンハウゼン（1996年から）のクリスマスマーケット

## 経済と社会資本

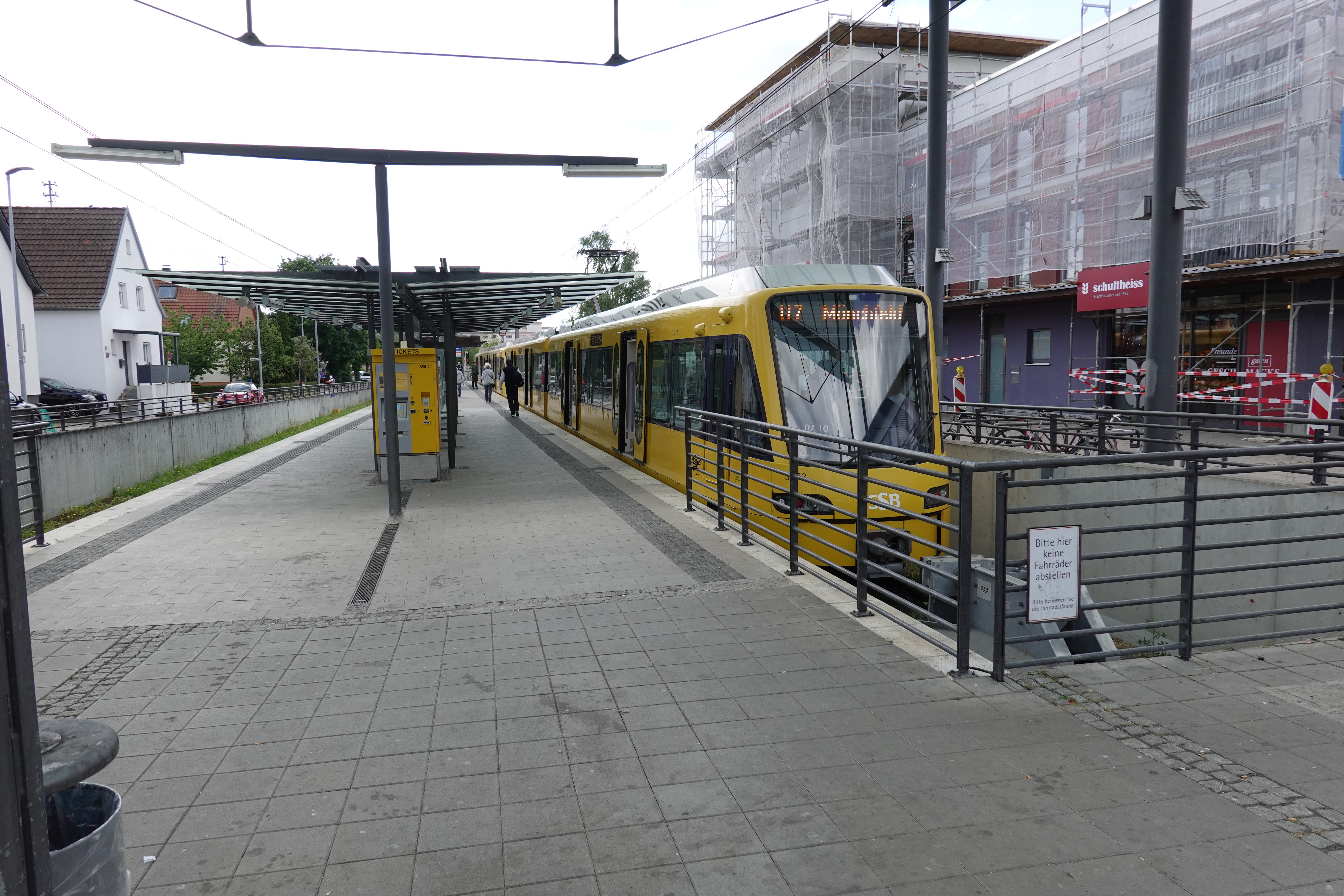
ネリンゲン駅に停車中のシュタットバーン

### 交通
市域の南を連邦アウトバーン8号線（A8号線、シュトゥットガルト - ウルム）がかすめている。この街はエスリンゲン・インターチェンジから直接接続している。
オストフィルデルンの南西にシュトゥットガルト空港があり、その滑走路の東側一部がシャルンハウゼンの領域にかかっている。
オストフィルデルンは2000年からシュトゥットガルトへ向かうシュタットバーンで結ばれている。シュトゥットガルト・シュタットバーン (SSB) U7号線は、メンヒフェルト駅からシュトゥットガルト中央駅およびテレビ塔（フェルンゼートゥルム）を経由して、リュート市区およびシャルンハウザー・パルク市区を通ってネリンゲンに通じている。月曜日から金曜日は、U8号線もシュトゥットガルト＝メーリンゲン経由でファイヒンゲン駅へ、6時から20時まで1時間に3本運行している。
オストフィルデルンには7つの駅があり、以下の路線が利用できる。
- U7号線: メンヒフェルト - 中央駅 - ルーバンク/フェルンゼートゥルム - ホイマーデン - オストフィルデルン
- U8号線: ファイヒンゲン - メーリンゲン - デガーロッホ、ルーバンク/フェルンゼートゥルム - ホイマーデン - オストフィルデルン

さらに市内では、2015年末まで END交通会社が運行していたバス路線が4本（119, 120, 122, 131）ある。また SSB が運行する2本（35, 73）の公共旅客近郊交通もある。すべての路線が、シュトゥットガルト交通/運賃連合の統一料金で利用できる。END の路線免許は2015年末で失効し、エスリンゲン郡に移譲されている。路線網は変わらずに維持されている。エスリンゲン郡は交通運行サービスの公募を改めて行い、民間企業の GR オムニバスに委託した。この路線は2016年1月1日からフィルダーエクスプレスという商標名で営業を行っている。
1926年から1978年までネリンゲンは、路面電車エスリンゲン - ネリンゲン - デンケンドルフ線のレールによって郡庁所在地と結ばれていた。

### メディア
オストフィルデルンに関するニュースを報道する日刊紙は、エスリンガー・ツァイトゥング、シュトゥットガルター・ツァイトゥング、シュトゥットガルター・ナハリヒテンがある。

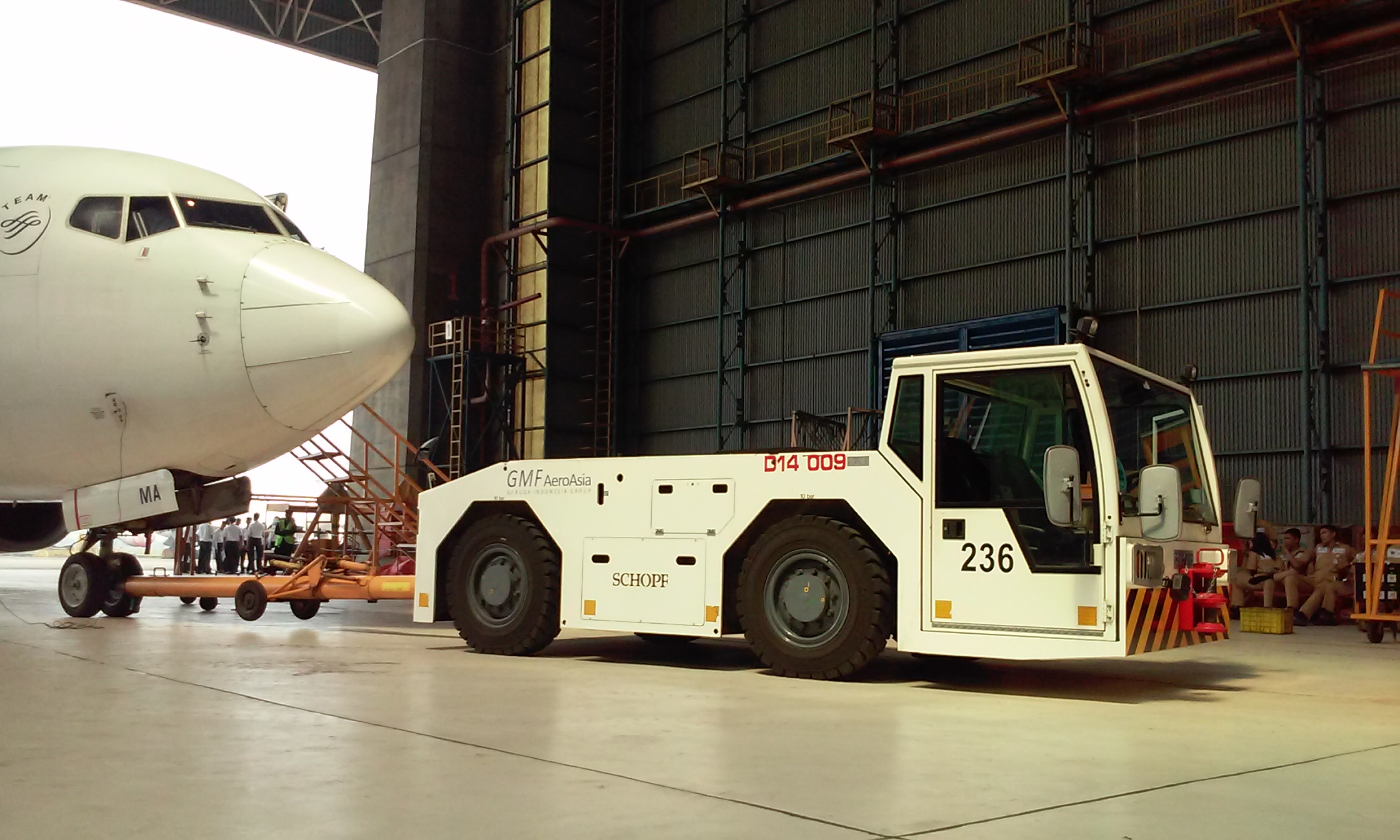
ショプフ機械製造のトーイングトラクター

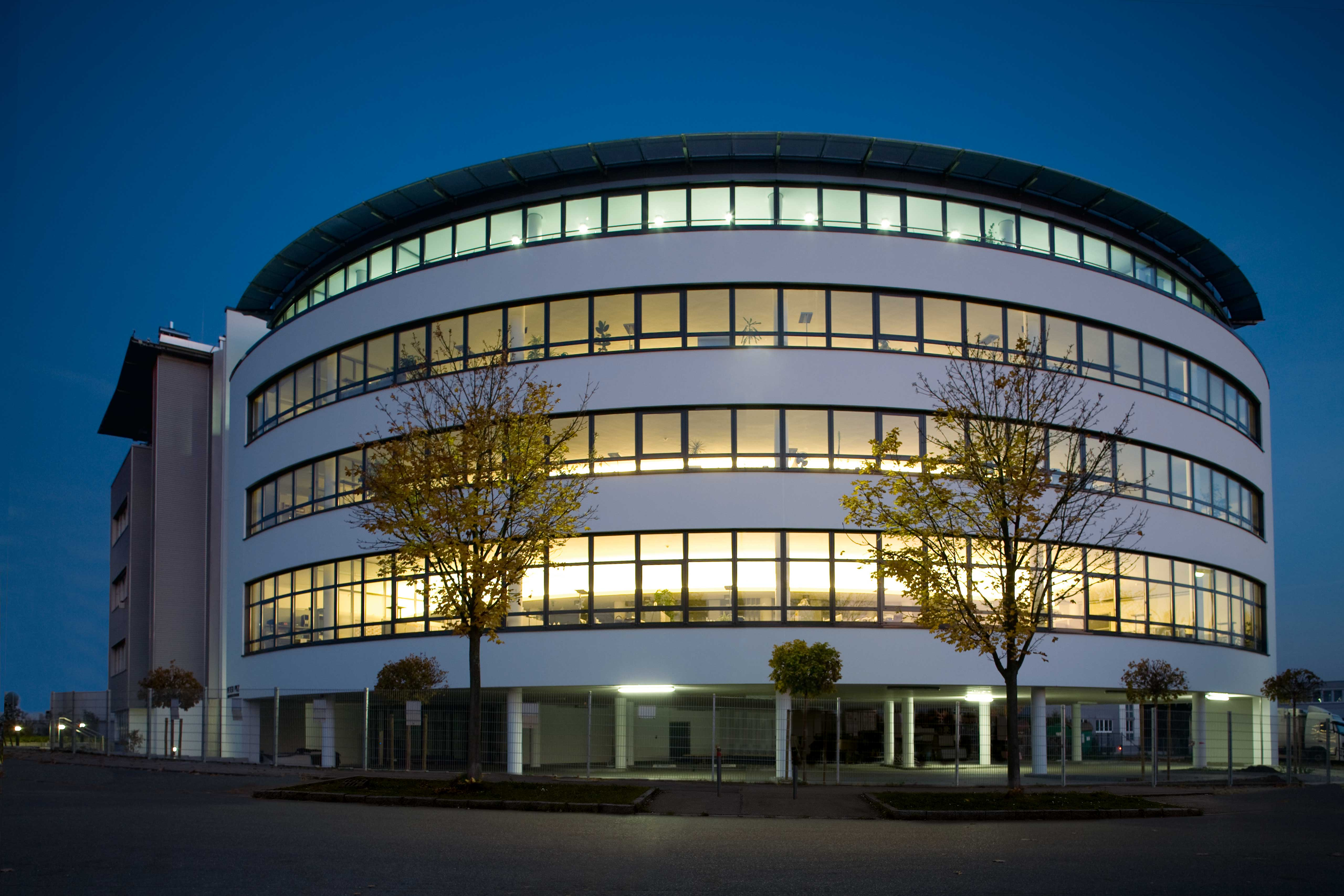
ピルツ・テクノロジーセンター

### 地元企業
オストフィルデルンは、特に印刷/出版の街として経済的に重要である。1960年代以降、経済拠点としてのオストフィルデルンは、この地域の印刷/出版企業の重点都市として発展した。具体的には、たとえばヤン・トールベッケ出版、マイアドゥモント出版グループ（ベデッカー出版とファルク出版）、シュヴァーベン出版、ドイツ印刷出版、J.フィンク・メディアグループ（ドクトル・カッツシェ印刷所とハッチェ・カンツ出版）、メルクール印刷マイヤーがオストフィルデルンに本社を置いている。
印刷業界の大企業を中心に、メディア部門の革新的企業が「クラスター」を形成している。その多くが、この街に創設されたシュトゥットガルト地区のメディアに関するイノベーションおよびコンピテンス・センターであるメディアファクチュアに参画している。バーデン＝ヴュルテンベルク印刷およびメディア連合と印刷産業研修工場がオストフィルデルンに本部を置いている。
IT-分野では、ソフトウェア開発会社 agorum ソフトウェア GmbH がオストフィルデルンに本社を置いている。この会社は、オープンソース・ドキュメントマネージメントシステム「Agorum core」を開発し、販売している。
さらに周辺地域全体がそうであるように、オストフィルデルンにおいても機械製造業が大きなウェイトを占めている。たとえば、航空運輸用特殊車両（トーイングトラクターなど）、鉱業用あるいはトンネル建造のための特殊車輌製造のゲーリング GmbH & Co. KG、あるいはショプフ機械製造を挙げることができる。オートメーション技術分野ではピルツ GmbH & Co. KGがある。2006年までは、先進的な高級スタジオ機器のクライン・ウント・フンメルがオストフィルデルンにあった。
この地域の測定技術分野も先進的である。オストフィルデルンに本社を構えるノヴォテクニークは測定技術のさらなる発展を牽引している。
2003年からドイチェ・アウトモビール・トロイハント (DAT) は、シャルンハウザー・パルク市区に本社を置いている。
フェストは2014年にシャルンハウゼン地区に、7千万ユーロを費やして、学習工場を併設したテクノロジーファブリーク・シャルンハウゼンを建設した。
造林・造園技術の購買組合グリーンベース eG はオストフィルデルンに本部を置いている。

### シュポルトシューレ・リュート
1948年に、ユーゲント・ウント・シュポルトライターシュレ・リュートという名称で創設されたシュポルトシューレ（スポーツ学校）は、現在はシュポルト・ウント・ユーゲントライターシューレ・ネリンゲン/リュート（直訳: スポーツおよび青年指導員育成学校ネリンゲン/リュート）という名称を公式に名乗っている。この学校は、競技スポーツやトップスポーツのためのトレーニングおよび才能育成センターである。この施設は国内外のサッカーにおいて特に重要である。成功した海外のナショナルチーム、ドイツの U15 および U21 ナショナルチーム、ブンデスリーガチームがこのスポーツ学校でトレーニングを行っている。この学校は、トランポリンの連邦支援施設であり、シュトゥットガルト・オリンピアン支援施設および州立ボクシング・トレーニングセンターの分館でもある。ここは、重量挙げ、バスケットボール、バレーボール、ビーチバレー、アメリカン・フットボール、アーチェリー、バドミントン、その他の競技のトレーニングセンターとして利用されている。また、体操教室、ティーチングスタッフセンター、さらにはサッカー指導者ライセンス取得のためのトレーニングコースも設けられている。
広さ 16.5 ha の公園風の敷地には、中央体育館、屋外施設（芝生のグラウンド、人工芝のグランド、小競技場）、様々なセミナールーム、合わせて110以上のシングルルームまたはツインルームがある4つの宿泊施設が用意されている。このスポーツおよび青年指導員育成学校は、ドイツ・オリンピック・スポーツ連盟、ドイツサッカー連盟、外務省と共同で活動している。年間43,000泊の利用があるドイツ最大のスポーツ学校である。

### 教育
オストフェルデルンには、ギムナジウム 2校（ハインリヒ＝ハイネ＝ギムナジウムとオットー＝ハーン＝ギムナジウム）、実科学校 1校（リーゲルホーフシューレ実科学校ネリンゲン）、実科課程を有する基礎課程・本課程学校 2校（エーリヒ＝ケストナー＝シューレとシューレ・イム・パルク・シャルンハウザー・パルク）、養護学校 1校（リンデンシューレ・パルクジートルング）、およびすべての市区に基礎課程学校がある。基礎課程学校は、ネリンゲン 2校（クロスターホーフシューレとリーゲルホーフシューレ基礎課程学校）、パルクジートルング 1校（リンデンシューレ）、リュート 1校（リュート基礎課程学校）、ケムナート 1校（プフィングストヴァイデシューレ）、シャルンハウザー・パルク 1校（シューレ・イム・パルク）、シャルンハウゼン 1校（ヴァーゼンエッカーシューレ）である。
リュートには、大規模な企業の枠組みを超えた教育訓練センター GARP の本社がある。
エスリンゲン技術アカデミーはネリンゲンに本社を置いている。

### 上下水道
オストフェルデルンは、シュタットヴェルケ・エスリンゲン、フィルダーヴァッサーフェアゾルグング、EnBW、さらに一部はボーデンゼー＝ヴァッサーフェアゾルグングから水を供給されている。
排水の浄化について市は、ネリンゲン近郊のケルシュタールに下水処理場を有している。ケムナートの排水は、ケムナート地区内にあるプリーニンゲン下水処理場に送られる。

## トリビア
2021年1月18日に放送された「タートオルト」（直訳: 犯行現場）のエピソード「Das ist unser Haus」（直訳: これが私たちの家）は架空の住宅プロジェクト「オアゼ・オストフィルデルン」を舞台としている。実際の撮影はカールスルーエで行われた。

## 人物

### 出身者
- フィリップ・マテウス・ハーン（ドイツ語版、英語版）（1739年 - 1790年）牧師、エンジニア
- ラルフ・ベルクマン（ドイツ語版、英語版）（1970年 - ）バレーボール選手
- マルク・キーンレ（ドイツ語版、英語版）（1972年 - ）サッカー選手、指導者
- カサンドラ・スティーン（ドイツ語版、英語版）（1980年 - ）アメリカ人歌手
- シュテファン・シューマッハー（1981年 - ）自転車競技選手
- トビアス・ラートゲプ（ドイツ語版、英語版）（1982年 - ）サッカー選手、指導者
- マヌエル・シュペート（ドイツ語版、英語版）（1985年 - ）ハンドボール選手
- エイミー・アトキンソン（ドイツ語版、英語版）（1989年 - ）グアムの女子サッカー選手、陸上競技選手
- アレーナ・ゲルバー（ドイツ語版、英語版）（1989年 - ）モデル、女優
- モーリッツ・クーン（ドイツ語版、英語版）（1991年 - ）サッカー選手
- エーリヒ・ベルコ（ドイツ語版、英語版）（1994年 - ）サッカー選手

### ゆかりの人物
- Erich Berko（1959年 - ）ドイツ系アフガニスタン人戦闘機パイロット、アフガニスタン人初の宇宙飛行士。1993年からシャルンハウゼンに住んでいる[16]。

## 参考図書
- Landesarchivdirektion Baden-Württemberg, ed (1978). Das Land Baden-Württemberg – Amtliche Beschreibung nach Kreisen und Gemeinden. Band III Regierungsbezirk Stuttgart, Region Mittlerer Neckar. Stuttgart: Kohlhammer. ISBN 978-3-17-004758-7
- Landesarchiv Baden-Württemberg i. V., Landkreis Esslingen, ed (2009). Der Landkreis Esslingen. 2. Ostfildern: Jan Thorbecke Verlag. p. 339. ISBN 978-3-7995-0842-1
- Stadt Ostfildern, ed (1993–2017). Schriftenreihe des Stadtarchivs Ostfildern, Bd. 1–11. Ostfildern. ISSN 0944-9965